# Eunápolis
Eunápolis est une municipalité brésilienne de l'État de Bahia et la microrégion de Porto Seguro.